# Драма Деск
Премія «Драма Деск» (англ. Drama Desk Award) — щорічна нагорода, яка вручається за досягнення в театрах Нью-Йорка. Вперше вручена в 1955 році як премія Вернона Райса, та спочатку вшановувала небродвейські постановки (англ. Off-Broadway), а також постановки ще менших «поза-позабродвейських» театрів (англ. Off-off-Broadway) та аматорські вистави. Після перейменування 1964 року на Drama Desk Awards, починаючи з сезону нагородження 1968—1969, до номінацій стали допускатися й бродвейські постановки. Нагорода вважається престижною відзнакою американського театру.

## Історія
Організація Drama Desk була створена в 1949 році групою нью-йоркських театральних критиків, редакторів, репортерів і видавців, щоб привернути увагу громадськості до життєво важливих питань, які стосуються театральної індустрії. Дебют відбувся на врученні нагород Вернона Райса (англ. Vernon Rice Awards), названих так на честь критика «Нью-Йорк пост» Вернона Райса, який був піонером висвітлення театру «поза Бродвеєм» в нью-йоркській пресі. У сезоні нагородження 1963—1964 років назву змінено на нагороди «Драма Деск» (англ. Drama Desk Awards).
У 1974 році Drama Desk стала некомерційною організацією. У 1975 році Drama Desk оголосила не лише переможців, але озвучила й імена номінантів.
Drama Desk налічує понад 100 членів, у тому числі театральних критиків, репортерів і редакторів, які висвітлюють нью-йоркські театри та голосують за нагороди. Членство складається з двох категорій: членство з правом голосу (англ. Drama Desk (voting) members) та членство без права голосу (англ. Drama Desk participating (non-voting) members): крім того, є Почесні члени ради (англ. Board members emeritus).
Усі співробітники Drama Desk і члени номінаційного комітету виконують свої різноманітні послуги для організації на волонтерських засадах. Номінаційний комітет зазвичай збирається двічі на місяць, щоб обговорити вистави, які учасники мають переглянути. Потім вони призначають постановки, за які будуть голосувати всі учасники. Від інших подібних організацій відрізняє те, що за нагороди голосують «тільки представники ЗМІ без будь-якої зацікавленості в результатах».
Серед переможців премії — Ентоні Гопкінс, Еллен Берстін, Аль Пачино, Ієн Мак-Келлен, Лілі Томлін, Крістофер Пламмер, Дастін Гоффман, Джон Літгоу, Кевін Клайн, Лієв Шрайбер, Мері-Луїз Паркер, Ванесса Редґрейв, Браян Кренстон, Віола Девіс, Гелен Міррен, Джессіка Ленґ та багато інших акторів.
Нагорода Drama Desk сприяла постійному успіху провідних зірок, драматургів і художників, а також виявляла новачків. «Драма Деск» була першою нью-йоркською театральною організацією, яка присудила нагороди таким талантам, як Едвард Олбі, Венді Вассерштейн і Джордж К. Скотт. За допомогою премії здобули популярність такі п'єси, як «Водій міс Дейзі», «Чужі гроші», «Сталеві магнолії» і «Хлопці в гурті».
Відповідно до своєї початкової місії, організація спонсорує гостьові панельні обіди з професіоналами театру. Панелі розглядають актуальні теми: висвітлюють бродвейський, «позабродвейський» та «поза-позабродвейський» сезони для спонукання інформативного та стимулюючого обговорення.